# Pauline Savari

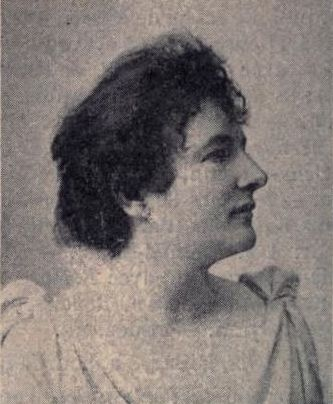
Pauline Savari

Pauline Savari, geboren als Pauline Joséphine Hammerer, (* 10. Januar 1859 in Viarmes; † 9. Januar 1907 in Paris) war eine französische Journalistin, Romanautorin, Theaterschauspielerin, Opernkünstlerin und Feministin des 19. Jahrhunderts.

## Familie
Sie heiratete Louis Étienne Baudier de Royaumont, den ersten Konservator des Maison de Balzac; sie hatten zwei Söhne: Louis und Philippe Baudier de Royaumont, der Suzanne Leloir, die Tochter des Künstlers Maurice Leloir heiratete und 1916 für Frankreich fiel. Die Herkunft ihres Pseudonyms Savari ist unklar.

## Leben
Nachdem sie 1887 mit Kolumnen in der Zeitung Gil Blas begonnen hatte, arbeitete sie für den Figaro, den Don Quichotte und La France. Sie schrieb einige Romane und ließ mehrere kleine Stücke und mehrere Stücke aus Romanen aufführen. Sie strebte eine künstlerische Karriere am Theater und an der Oper an, ohne jedoch die Literatur und den Journalismus aufzugeben. Als Schülerin und Freundin der Tragödin Agar organisierte sie im Mai 1889 eine Benefizvorstellung für sie. Als Erinnerung an diese Freundschaft schenkte ihr der Bildhauer Fouquet nach dem Tod der Tragödin 1891 ein Medaillon aus Terrakotta. Ihr Ehemann Louis de Royaumont schenkte es 1910 dem Staat, bestimmt für das Odéon-Theater. 1891 gründete sie die Soirées artistiques de la Galerie Vivienne.
Pauline Savari bewarb sich am 19. Januar 1893 um den Stuhl von Ernest Renan in der Académie Française. Nach der Verlesung ihres Bewerbungsschreibens „fasst die Akademie den folgenden Beschluss, der sowohl auf die von Frau Pauline Savary gestellte Frage als auch auf alle Fragen, die ihr später im gleichen Sinne vorgelegt werden könnten, eingeht. Die Akademie geht zur Tagesordnung über, da ihre Traditionen ihr die Prüfung dieser Frage nicht erlauben“.

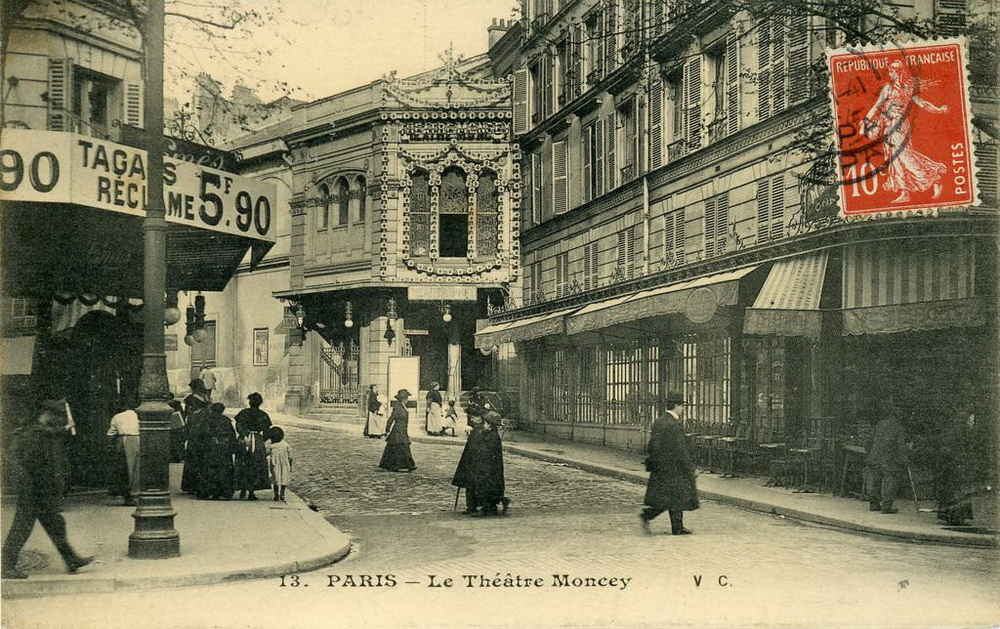
Théâtre Moncey

1894 wurde sie Direktorin von Polymnia, einer Zeitschrift für Gedichte und Musikfragen. Sie versuchte, im Théâtre Moncey in Paris eine Opernbühne einzurichten. Dort führte sie 1894 Glucks Alceste auf, nachdem sie vier Jahre lang fleißig Musik studiert hatte, und spielte die Hauptrolle. Ihre Bemühungen, der Aufführung den gewünschten Glanz zu verleihen, sollen Neider auf den Plan gerufen haben. Entmutigt versuchte sie, sich vor der Premiere das Leben zu nehmen. Es folgte eine lange Reihe von Prozessen zwischen Pauline Savari und dem Dirigenten Eugène Damaré im Zusammenhang mit der Aufführung, bei denen es um eine Abfindung ging, die Damaré forderte und für die er die Partitur sowie die Chor- und Orchesterstimmen von Alceste als Pfand einbehielt.
Pauline Savari beantragt 1895 beim Pariser Stadtrat eine Gedenktafel für Marguerite Porete, die am 31. Mai 1310 auf dem Grève-Platz als Autorin eines schismatischen Buches lebendig verbrannt wurde.
Sie widmete sich dem Feminismus und gründete und leitete 1900 die Fédération féministe (Feministischer Verband), der die berufsständischen Frauengewerkschaften zusammenfasste. Ihr Ziel war es, „die Frage der Arbeiterinnen zu lösen, indem sie der Arbeit gerechtere Bedingungen verschafft, indem sie die Industrien wieder in Ehren hält, die die gemeinsame Arbeit im Familienhaushalt ermöglichen, indem sie der geschickten Arbeiterin die Möglichkeit gibt, Absatzmärkte für die Produkte ihrer Intelligenz oder ihrer beruflichen Fähigkeiten zu finden, indem sie ihre wirtschaftliche Unabhängigkeit sichert und so den grundlegenden Artikel der feministischen Hefte verwirklicht: gleicher Lohn für gleiche Arbeit“. Sie organisierte den Kongress und die Ausstellung der Arts et Métiers Feminins (Weibliche Künste und Berufe) vom 4. bis 9. August 1902 im Cours la Reine in Paris in Anwesenheit von Caroline Kauffmann und Hubertine Auclert. Ihre Zeitung, L’Abeille féministe internationale (Die internationale feministische Biene) erschien vermutlich aber nur kurze Zeit.
Sie war besorgt über die Verwendung von giftigen Substanzen in verschiedenen Industrien und wollte, dass Arbeitgeber, die den Arbeitern die Verwendung dieser Substanzen aufzwingen, die Konsequenzen des Gesetzes über Arbeitsunfälle tragen müssen. Sie schlug der Versammlung zwei Abstimmungen vor. Die eine bezog sich auf den Schutz von Kindern, die von den Bons-Pasteurs für übermäßige Arbeit eingestellt wurden. Die andere forderte, dass Werkstätten, Fabriken und Manufakturen außerhalb der städtischen Ballungsräume angesiedelt werden, mit Ausnahme von Industrien, die direkt von den Kunden besucht werden, wie Modistinnen und Näherinnen. Sie leitet 1903 die Zeitung L’Ouvrière (Die Arbeiterin).
Pauline Savari gründete die Zeitschrift Le Berceau, die sich den Schutz von Mutter und Kind, die Gegenseitigkeit und das Bildungswesen zum Ziel gesetzt hatte. An diese Zeitschrift schloss sich die Mutterschaftsversicherung an, die schwangeren Frauen und Wöchnerinnen gegen einen Beitrag helfen sollte.

## Künstlerisches Schaffen

### Roman
- 1882: Sacré Cosaque!

### Theater
- 1889 : Tous journalistes !
- 1890 : Divorce impérial
- 1891 : Oh la bête !
- 1901 : Maternité
- 1901 : Le Bon Anarchiste
- 1901 : Les Barbares sont à nos portes
- 1901 : Mademoiselle se marie

### Schauspielerin
- 1891 : Celle qu’on n'épouse pas, von Paul Alexis

### Oper
- 1892 : Siegfried von Richard Wagner, nur letzter Akt, Théâtre Moderne
- 1894 : Alceste von Gluck im Théâtre Moncey[17]
- 1897 : Le Passant von Émile Paladilhe im Théâtre Mondain